# Johannes Doebel

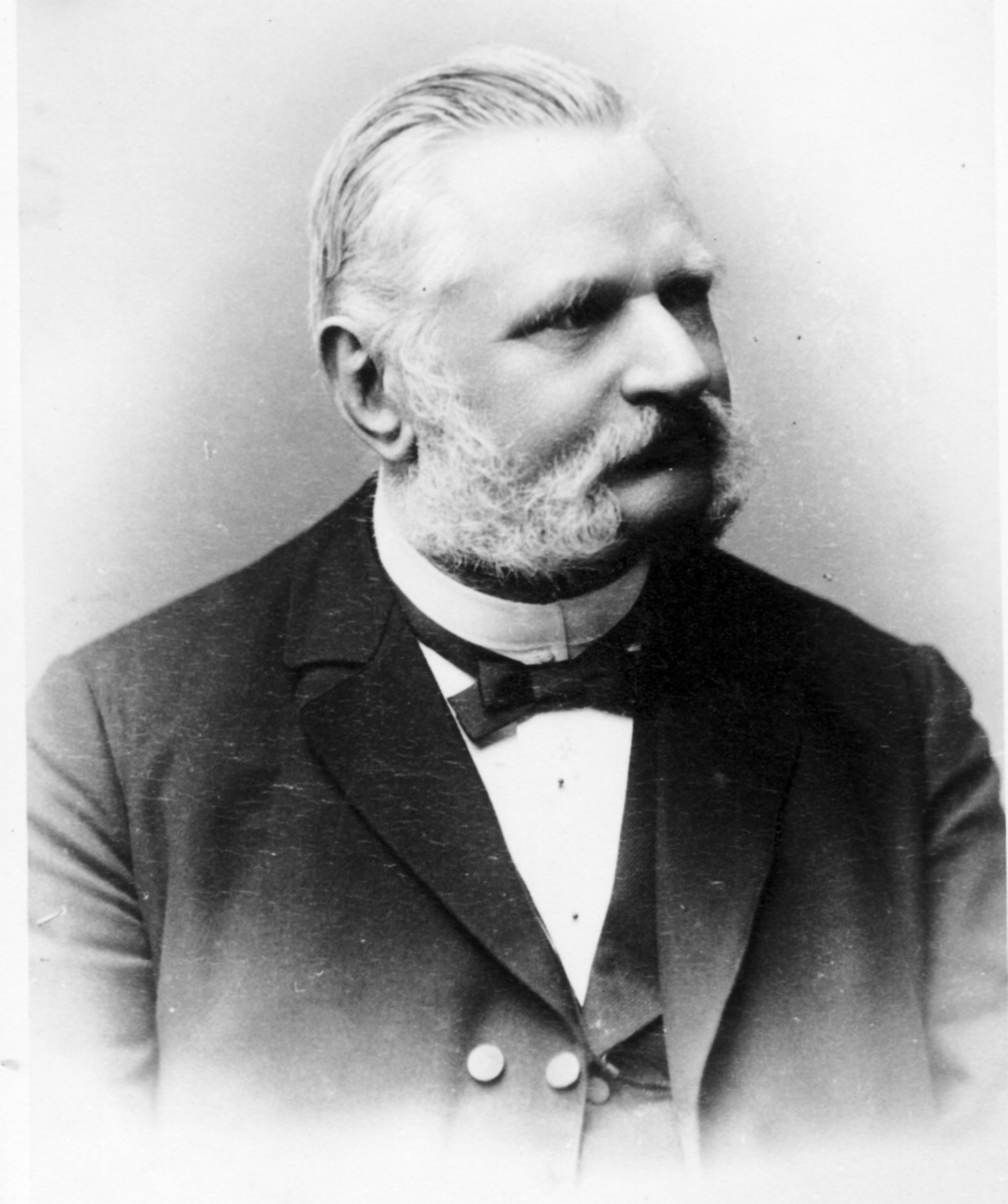
Johannes Doebel kurz vor seiner Pensionierung

Johannes Doebel (* 2. November 1835 in Erfurt; † 2. Juli 1908 in Gotha) war ein Versicherungsfachmann, Politiker und Ehrenbürger im thüringischen Gotha.

## Zusammenfassung
Von 1880 bis 1905 war Doebel in der Gothaer Stadtverordnetenversammlung vertreten und ab 1891 deren Vorsteher. Doebel war seit 1891 Geheimer Finanzrat der Gothaer Feuerversicherungsbank und ihr Direktor. Kurzzeitig begleitete er das Ehrenamt eines Senators. Von 1885 bis 1894 war er im Gothaer Landtag tätig, die letzten drei Jahre als dessen Vizepräsident. Doebel war auch zeitweilig Direktor der Gothaer Privatbank, die später in der Deutschen Bank aufgegangen ist.
Zu seinem 70. Geburtstag im Jahre 1905 wurde eine Straße in Gotha-Süd nach Doebel benannt.
Am 20. Dezember 1907 erhielt er, mit dem Beginn seines Ruhestands, die Gothaer Ehrenbürgerschaft.
Am 2. Juli 1908 ist Johannes Doebel in Gotha gestorben und im Ehrenhain des Hauptfriedhofs begraben.

## Herkunft
Schon zur Zeit des Dreißigjährigen Krieges ist eine Familie Döbel in der Andreasstraße ansässig gewesen. Die Umbenennung in die heutige Schreibweise „Doebel“ erfolgte erst nach 1820. Alle Döbels waren Töpfermeister und hatten als gute Bürger daneben kirchliche und Schützenämter inne. Der erste derzeit namentlich bekannte Döbel ist Johann Nikolaus Döbel, sein Sohn Johann Daniel Döbel wurde am 22. Juni 1723 geboren. Dieser war ebenso wie sein Vater Bürger und Töpfer in Erfurt und es wird von ihm berichtet, dass er Mitglied der Hauptmannschaft St. Andreä, das heißt wohl eine Art Kirchenvorstand seiner Gemeinde, war. In seiner Zeit war der berühmte Pädagoge Christian Gotthilf Salzmann (1744–1811) Pfarrer an der Andreaskirche von 1772 bis 1781. Auf dem Friedhof dieser Kirche fand Johann Daniel Döbel dann am 1. Mai 1798 seine letzte Ruhestätte. Er hatte zwei Söhne: Zacharias Bernhard und Elias. Ersterer war der Großvater von Johannes Döbel.

## Seine Großeltern, Eltern und Geschwister
Der Großvater väterlicherseits von Johannes Doebel war Zacharias Bernhard Döbel, geboren am 15. September 1754. Er heiratete am 26. September 1795 Maria Magdalena Kind, Tochter eines Bäckers, geboren 2. September 1776. Deren Sohn war Johann Matthäus Döbel, der später die Schreibweise seines Namens in „Doebel“ änderte. Er wurde am 6. Juni 1800 geboren und führte zunächst die Töpferei seines Vaters in Erfurt fort, baute dann aber das Geschäft zu einer Ton- und Terrakottafabrik aus, in der er aus der Tonmasse Cotrolyd Figuren, Vasen, Büsten und Öfen herstellte. Später erwarb er eine Knochenmühle, in der er Beinschwarz (ein Färbemittel) und Düngemittel herstellte.
Am 27. April 1829 heiratete er eine Tochter des Sattlermeisters Michael Crone, Maria Christina Crone (1. Februar 1802–25. März 1859). Johann Matthäus hatte sich schon 1826 ein Haus, genannt „Zum Hufeisen“, in Erfurt gekauft und erwarb 1849 ein weiteres Anwesen, die Johannisstraße 686. Die Vorfahren von Maria Christina waren ursprünglich als Bauern in Herbstadt bei Königshofen beheimatet, von dort um die Mitte des 17. Jahrhunderts nach Witterda bei Erfurt ausgewandert und etwa 100 Jahre später nach Erfurt umgesiedelt, wo sie ebenfalls in der Johannisstraße das Sattlerhandwerk betrieben. Maria Christina war katholisch, ließ aber aufgrund ihrer sehr liberalen Einstellung ihre Kinder evangelisch taufen (alle Doebels gehörten, soweit sie nachweisbar sind, dem lutherischen Glauben an) und lebte mit ihrem Mann in einer sehr glücklichen Ehe. Sie hatten vier Söhne:
- Karl Doebel (1833–1872). Er hatte nach dem Tode seines Vaters den elterlichen Betrieb übernommen und diesen bis zu seinem Tod weitergeführt. Er blieb unverheiratet.
- Johann (genannt Johannes) Michael Doebel, siehe weiter unten, ihm ist dieser Wikipedia-Artikel gewidmet.
- Karl Theodor Doebel (1842–1908) war mit Ernestine Mansfeld verheiratet. Die Ehe blieb kinderlos. Karl Theodor hat sich nicht besonders gut mit seinem Bruder Johann Michael vertragen.
- Hermann Matthäus Doebel (1844–1909), Prokurist in der Firma Thyssen und Vermögensverwalter des älteren Thyssen in Mülheim an der Ruhr. Er war ein prächtiger, sehr lieber und guter Mann, der sich mit seinem Bruder Johann Michael sehr gut verstand. Er war mit Elise Waßmann verheiratet, hatte 4 Töchter und etliche Enkel und weitere Nachkommen.

## Seine Jugend und Ausbildung
Johann (genannt Johannes) Michael Doebel wurde am 2. November 1835 in Erfurt geboren. Er war das zweite von vier Kindern seiner Eltern. Nach Beendigung seiner Schulzeit begann er mit erst 15 Jahren bereits eine Lehre als Bankkaufmann beim Bankhaus Stürcke in Erfurt. Die Lehre dauerte vom 15. April 1851 bis zum 15. April 1855 und auch danach blieb er noch bis zum 28. Februar 1856 bei diesem Arbeitgeber und zwar als „Commis“ (heute würde man „kaufmännischer Angestellter“ sagen). Nach einer kurzen Beschäftigung vom 1. März 1856 bis 20. August 1856 beim Bankgeschäft „Fleck und Scheuer“ in Düsseldorf wechselte er zur Diskontogesellschaft nach Berlin als Korrespondent und seit dem 27. Dezember 1860 als Erster Korrespondent.

## Sein Militärdienst
Die Tätigkeit als Korrespondent in Berlin musste Johannes Doebel zur Ableistung seines Militärdienstes vom 1. Oktober 1858 bis 30. September 1859 unterbrechen. Er war bei der ersten zwölfpfündigen Batterie der Garde-Artillerie-Brigade in Berlin. Er wurde als Unteroffizier und Reserveoffiziersaspirant entlassen. Fünf Jahre später konnte er dann das Gelernte in die Praxis umsetzen, weil er am Feldzug der Preußen und Österreicher gegen Dänemark vom 22. Januar 1864 bis 2. Oktober 1864 teilnahm. Als Lektüre für friedliche Stunden hatte er Ciceros Werke mitgenommen und studierte diese bei der Belagerung Fridericias. Später hat Johannes Doebel nie über seine Erlebnisse in diesem Feldzug gesprochen. Immerhin kann man einiges von seinen Stimmungen und Gefühlen aus seinen noch heute existierenden Briefen an seinen Vater entnehmen. Die Erlebnisse beschränkten sich wohl im Wesentlichen auf endlose Märsche und Biwake und kulminierten in der verhältnismäßig harmlosen Belagerung Fridericias. Die Preußen beschossen die Stadt, die Dänen erwiderten das Feuer aber nicht. Er wurde am 27. Mai 1864 zum Vizefeldwebel ernannt und schließlich unter Verleihung der Kriegsgedenkmünze am 2. Oktober 1864 wieder nach Berlin entlassen.

## Seine Heirat und seine Kinder
Im August 1867 lernte Johannes Doebel, mittlerweile seit einem Jahr in Gotha wohnend und arbeitend, seine spätere Frau Antonie Burckhardt kennen. Antonie war wohnhaft in Langensalza und hatte in Gotha eine Freundin besucht, deren Bruder wiederum ein Freund von Johannes Doebel war. Man ging zu viert auf das Gothaer Schützenfest und unternahm auch sonst vieles gemeinsam und schon am 21. September 1867 kam es zur Verlobung. Die Hochzeit fand am 16. April 1868 in der St. Bonifaziuskirche in Langensalza statt, das junge Paar zog dann in das Haus Bahnhofstraße 10 ein (das Haus steht heute noch, heißt aber mittlerweile Bahnhofstraße 14). Der große Garten, der zum Haus gehörte und der an die Bank angrenzte, in der Johannes Doebel arbeitete, wurde zu einem geliebten Spielplatz für die zahlreiche Kinderschar, über die sich Johannes Doebel freuen konnte:
- Richard Doebel (1869–1917), er blieb unverheiratet und schlug sich mit Gelegenheitsarbeiten durchs Leben
- Hedwig Doebel (1872–1943), verheiratet mit Gustav Nissen, wurde eine damals berühmte Konzertpianistin. Von einem Teil ihrer Nachkommen stammen die umfangreichen Informationen in diesem Artikel.
- Margarethe Doebel (1873–1957), verheiratet mit Pastor Herrman Müller, sie hatten einen Sohn und sie war Klavierlehrerin.
- Elisabeth Doebel (1875–1940), verheiratet mit Professor Dr. Johannes Teufer, sie hatten drei Kinder.
- Otto Doebel (1877–1928) blieb unverheiratet, hatte einen technischen Beruf und hinterließ angeblich eine uneheliche Tochter in Thüringen.
- Walther Doebel (1885–1963), verheiratet mit Helene Rabich, sie hatten zwei Töchter.

## Über das Familienleben
Der große Garten rund um das Haus war eine besondere Freude von Johannes Doebel. Wenn er abends seine Arbeit auf der Bank beendet hatte, besichtigte er seine geliebten Rosen, schnitt verwelkte Blüten ab und ließ sich vom Hausmädchen Gießkannen voll Wasser reichen und sprengte selbst bei großer Hitze den Garten mit einem Wasserschlauch, was seinen Kindern sehr gut gefiel. Johannes Doebel und Ehefrau Antonie waren sehr gesellig. Durch viele berufliche und private Kontakte hatten sie einen sehr großen Bekanntenkreis, sie wurden viel eingeladen und luden auch in ihr Haus viele Freunde ein.
Mit den Jahren und mit dem Eintritt von Johannes Doebel in das Direktorium der Bank wuchsen die Verpflichtungen. Es verging im Winter kaum ein Sonntag, an dem nicht um drei Uhr ein Diner mit vielen Gängen und Weinen im beruflichen Freundeskreis stattgefunden hätte. Wenn das Diner aber bei den Doebels selber stattfand, so wurde viel bewegt. Zusätzlich zu den drei eng möblierten Wohnzimmern wurde das Zimmer der Töchter ausgeräumt und die Tafel dort aufgeschlagen. Der Kastellan der Bank in grünem Livree mit goldenen Knöpfen deckte am Vortag den Tisch und suchte die zu jedem Gang passenden Weinsorten aus. Er bediente dann zusammen mit einem Lohndiener, der auch das kunstvolle Serviettenfalten übernehmen musste. Eine zusätzliche Kochfrau führte das Regiment in der Küche zusammen mit den Töchtern des Hauses.

## Berufsleben in Gotha
Seit 1. April 1866 arbeitete Johannes Doebel in der Gothaer Feuerversicherungsbank. Im Laufe der Zeit arbeitete er sich in der Organisation hoch und wurde anlässlich seines 25-jährigen Dienstjubiläums am 1. April 1891 zum Finanzrat ernannt. Im Jahre 1905 erfolgte die Ernennung zum „geheimen Finanzrat“, dies geschah anlässlich des 50-jährigen Bestehens der Gothaer Privatbank, die später in die Deutsche Bank aufging. Johannes Doebel gehörte mehrere Jahre dem Aufsichtsrat der Gothaer Privatbank an, zuletzt war er dessen Vorsitzender. Zu seinem 70. Geburtstag, ebenfalls im Jahre 1905, wurde die Verbindungsstraße zwischen Gayerstraße und Schäferstraße im Südwesten der Stadt nach ihm benannt. Sie hat die heftigen Straßennamen-Stürme der Jahre 1919, 1933 und 1945 überstanden und heißt noch heute Doebelstraße. Am 20. Dezember 1907 erhielt Johannes Doebel bei Eintritt in den Ruhestand die höchste Auszeichnung, die die Stadt Gotha vergeben konnte, die Ehrenbürgerschaft Gothas.

## Aktivitäten in der lokalen Politik

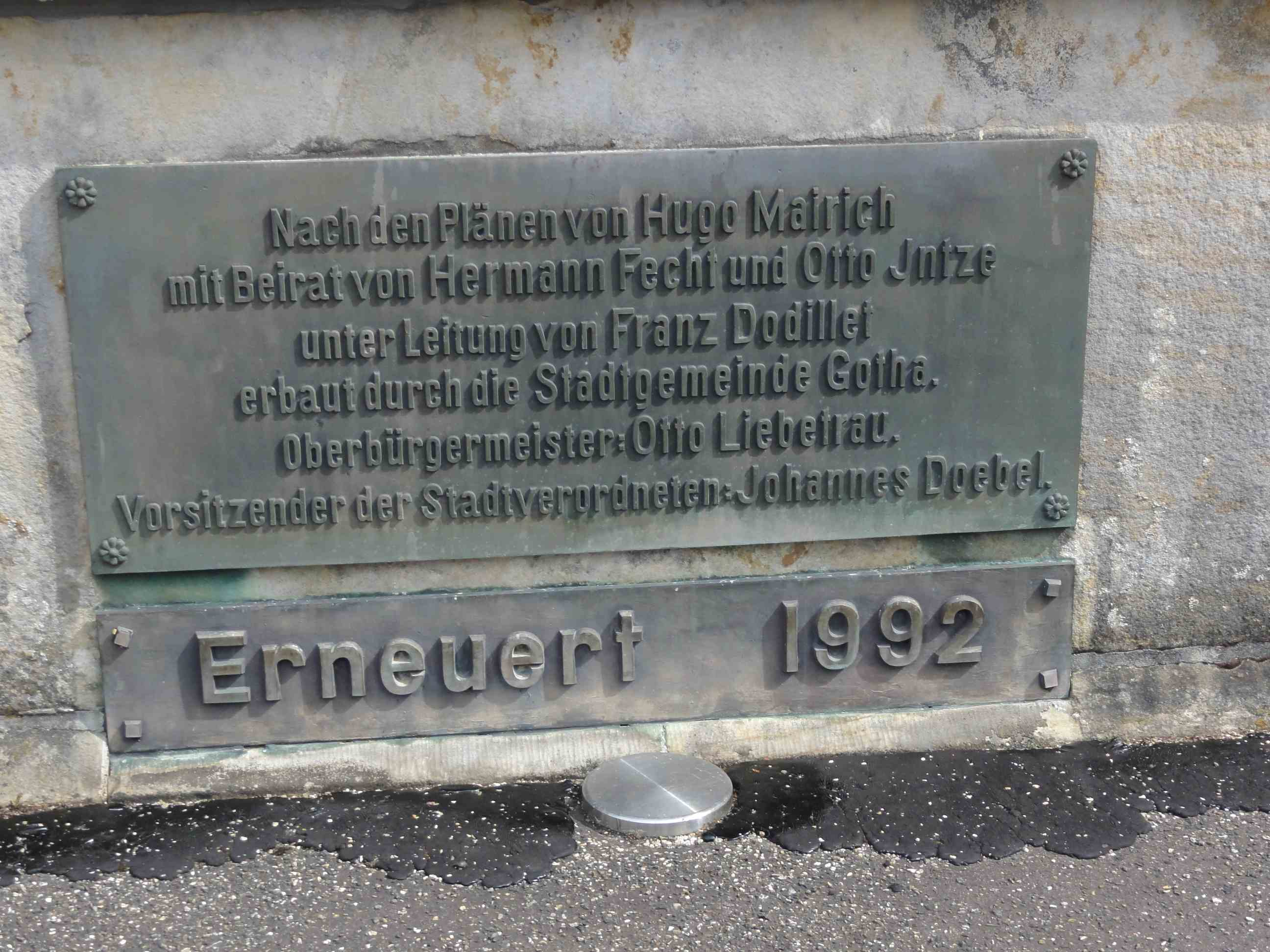
Noch heute sieht man diese Erinnerungstafel an der alten Tambacher Talsperre

Johannes Doebel widmete seine Zeit und Arbeitskraft auch in hohem Maße den öffentlichen Diensten. Bis 1890 war er mehrere Jahre lang Abgeordneter im Coburgisch-Gothaischen Landtag, er schloss sich dem liberalen Flügel an und lieferte sich Redeschlachten mit politischen Gegnern. Weit umfangreicher aber war seine ehrenamtliche Tätigkeit im Dienste der Stadt Gotha. Nach kurzer Zeit als ehrenamtlicher Armenpfleger wurde er schon 1880 in die Stadtverordnetenversammlung gewählt und übernahm ab 1891 das Amt des Stadtverordneten Vorstehers. Auch bekleidete er von 1886 bis 1897 das Ehrenamt eines Senators im Stadtrat. Er war auf den verschiedenen Zweigen der städtischen Verwaltung tätig, so auf dem Gebiet der städtischen Finanzen, aber auch im Bereich des Schul-, Verkehrs- und Gesundheitswesens. So setzte er sich besonders tatkräftig für den Bau der Talsperre bei Tambach im Thüringer Wald ein, um dem chronischen Wassermangel Gothas abzuhelfen. Eine derartige Maßnahme war damals noch recht unüblich und wurde allgemein mit größtem Misstrauen beobachtet. Sie hat sich aber glänzend bewährt, und deshalb wurde auch sein Name neben dem des Oberbürgermeisters auf der ehernen Erinnerungstafel an der Sperrmauer der Nachwelt überliefert.

## Interesse an Kunst und Wissenschaft
Neben all seinen Arbeiten im Dienste der Feuerbank und der öffentlichen Verwaltung fand er auch noch Zeit für zahlreiche Liebhabereien in Kunst und Wissenschaft. Schon in jungen Jahren hatte er sich mit wahrem Bienenfleiß auf die deutsche und französische Literatur geworfen, so dass er noch im hohen Alter Szenen aus Goethes Faust, Shakespeares Hamlet und Julius Cäsar (im Urtext) auswendig deklamieren konnte. Auch die Geschichte gehörte zu seiner ständigen Lektüre. Besonders dicke Wälzer ließ er sich von seinen Kindern aus der Gothaer Schloßbibliothek mitbringen, darunter manches Werk, das vor ihm kaum jemand, sicher aber kein Nichtfachmann studiert hatte und das danach wohl wieder in einen jahrelangen Dornröschenschlaf verfiel. So hat er einmal sechs dicke Foliobände, Geschichte der Päpste von Raymond studiert. Für derartige Vorhaben hatte ihm seine Frau Antonie extra ein kräftiges Lesepult vor seinen Sessel bauen lassen. In Kants Schriften und den Systemen anderer Philosophen wusste er besser Bescheid als mancher Fachmann.
Ganz besonders aber hatten es ihm die Künste angetan und darunter vor allem die Musik und die italienische Malerei. Die Musik liebte er über alles und noch mit über 40 Jahren begann er Klavierunterricht bei Professor Hermann Tietz in Gotha zu nehmen und er übte auch in späterer Zeit noch eifrig, so wie er ja alles, was er einmal anpackte auch gründlich betrieb. Ein wenig wurmte es ihn dann später, als ihn seine Tochter Hedwig aufgrund ihrer Ausbildung an der Berliner Hochschule für Musik überflügelte. Mit Professor Anton Maisch als Geiger und dem Kammervirtuosen Gock von der Herzoglichen Hofkapelle Gotha als Cellisten, gelegentlich auch mit weiteren Musikern veranstaltete Johannes Doebel lange Jahre hindurch häusliche Kammermusikabende. Es wurde meist klassische Musik gespielt, denn Musik von Richard Strauss oder gar Max Reger, die in seinen letzten Jahren in Gotha im Musikverein oder der Liedertafel zu Gehör kamen, lehnte er kategorisch ab. Selbst Bruckner konnte ihm nichts sagen. Außerordentlich schätzte er dagegen Brahms, dessen Sinfonien damals in den berühmten Konzerten der Meininger Hofkapelle unter der genialen Stabführung Fritz Steinbachs erstmals in Gotha erklangen. Vor allem aber schätzte er Richard Wagner. Wiederholt besuchte Johannes Doebel die Bayreuther Festspiele, wo er unter anderem die erste öffentliche Aufführung des „Parsifal“ miterlebte.

## Charakterisierung
Seinen ganzen Interessen konnte er neben seinen beruflichen Verpflichtungen nur durch seinen unermüdlichen Arbeitseifer und einer nie nachlassenden Energie nachgehen. Seine außergewöhnliche Tüchtigkeit und seine bis ins kleinste gehende Gewissenhaftigkeit waren neben seiner bedingungslosen Rechtlichkeit seine hervorstechenden Charakterzüge. Allerdings verlangte er Gleiches auch von anderen und er konnte trotz aller Verwöhnung, die er seinen Kindern zuteilwerden ließ, höchst ungemütlich werden, wenn einmal in der Schule oder sonst wo etwas nicht so klappte, wie er es sich wünschte und verlangen zu können glaubte. Niemals aber trug er lange etwas nach, er pflegte seine Meinung sehr deutlich und nachdrücklich zu sagen und damit war der Fall dann aber auch erledigt und er kam niemals wieder darauf zurück.
All diese Wesenszüge aber wurden überstrahlt von einer unendlichen Güte, die zweifellos der Grundzug seines Charakters war. Diese Güte hatte nichts mit Schwäche oder Weichheit zu tun, sie verband sich mit seinen anderen Wesenszügen zu einer Einheit, die seinesgleichen suchte.

## Tod und Begräbnis

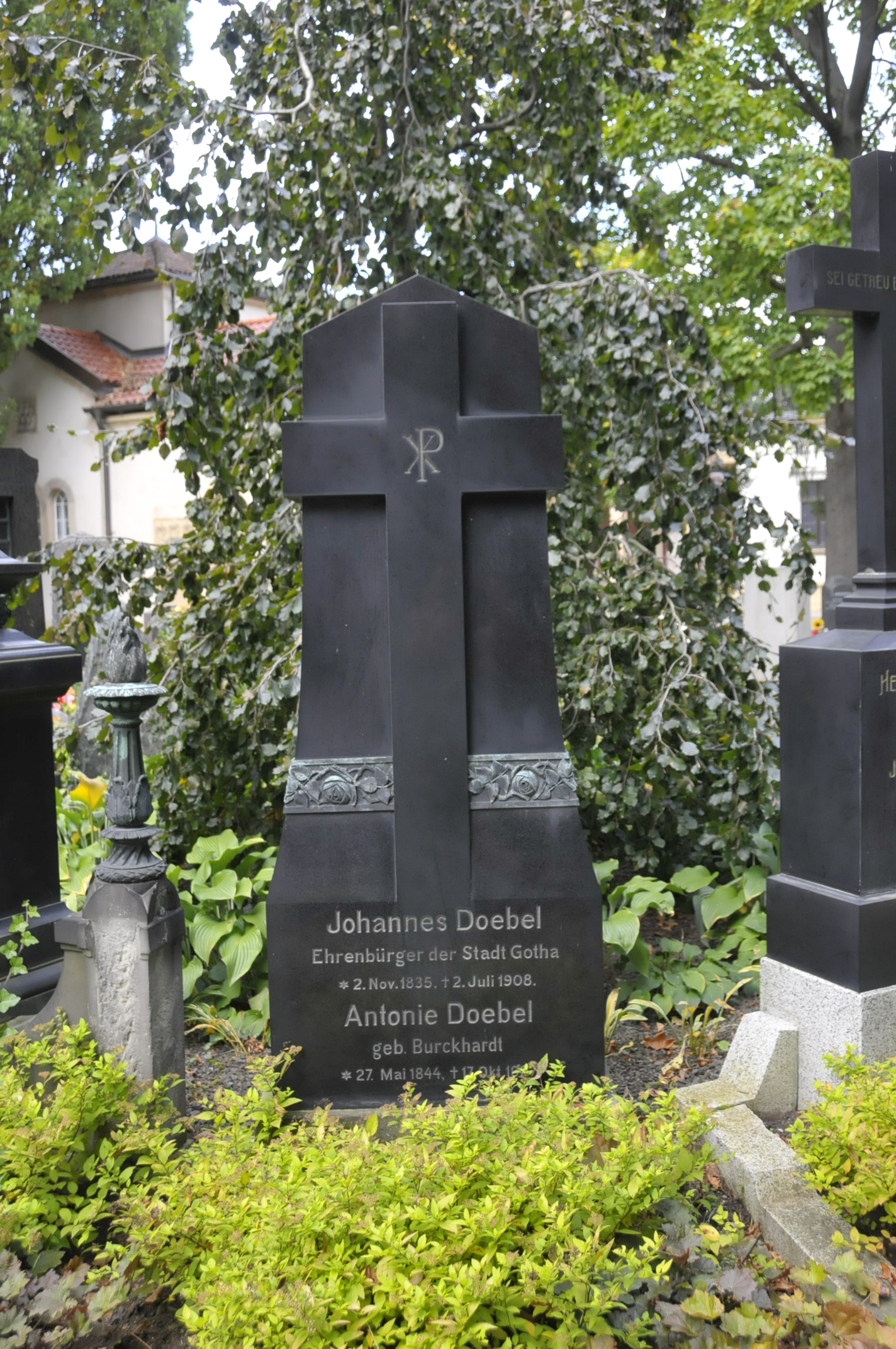
Grabstätte von Johannes Doebel im Ehrenhain auf dem Hauptfriedhof Gotha

Schon bald nach seinem 70. Geburtstag, den er noch in voller Frische und Gesundheit feiern konnte, machte sich ein schweres Leiden bemerkbar, das nach vorübergehender Besserung schnell zunahm und sich schließlich als unheilbarer Magenkrebs herausstellte. Am 2. Juli 1908, wenige Minuten nach Mitternacht, wurde er von seinen Leiden erlöst. Am 4. Juli wurde er auf dem Gothaer Friedhof V bestattet. Seinem Sarg, den die Stadt Gotha mit der Bürgerkrone geschmückt hatte und der über und über mit Blumen bedeckt war, gingen die städtischen Körperschaften und die Kollegen seiner Bank vollzählig voran. Eine Trauerversammlung, wie sie Gotha wohl nur selten gesehen hat, folgte ihm unter den Klängen des Chopinschen Trauermarsches, den ihm die Kapelle des Gothaer Infanterieregimentes 95 zum Abschied spielte. Das Grab existiert noch heute im Ehrenbürgerhain, der Friedhof heißt mittlerweile Hauptfriedhof Gotha. Im Nachruf des Stadtrates heißt es: „Sein selbstloses, durch reiche Erfolge ausgezeichnetes Wirken wird unvergessen bleiben, seine umfassende gemeinnützige Arbeit ist ein sagenverheißendes Vorbild für Gegenwart und künftige Geschlechter.“